# 王福生
王福生（1962年8月—），安徽枞阳人，中国传染病学、肝病学专家，中国科学院院士。

## 生平
1984年毕业于蚌埠医学院临床医学系，1992年取得军事医学科学院博士学位。1996年到纽约大学从事博士后研究。担任解放军第302医院感染病诊疗与研究中心主任，全军传染病研究所所长。2015年当选中国科学院院士。